# Wapen van Assendelft

Het wapen van Assendelft

Het wapen van Assendelft werd op 26 juni 1816 aan de Nederlandse gemeente Assendelft toegekend. In 1974 is de gemeente opgegaan in de Noord-Hollandse gemeente Zaanstad, sindsdien is het wapen niet langer in gebruik.

## Geschiedenis
Assendelft werd in 1400 verheven tot vrije heerlijkheid. De heerlijkheid voerde als wapen een paard, mogelijk is dit wapen afkomstig van het wapen van Gerrit van Assendelft (leefde in de 14e eeuw) die het als ambachtsheer voerde. Ook latere heren van Assendelft voerden het paard in hun wapens.
Om het ietwat vreemde wapendier, in Assendelft waren geen paarden als lastdieren en de meeste plaatsen in de regio gebruiken vier leeuwen, te verklaren is er een volksverhaal over het wapen:
Barbaarse bewoners, die nog nooit een paard gezien hadden, zouden in de omgeving een hengst gedood hebben en om dit feit te gedenken werd de hengst als wapendier in gebruik genomen.

## Blazoenering
De blazoenering van het wapen luidt als volgt:
Een veld van keel, beladen met een paard van zilver.
Het wapen toont een zilveren paard op een groene ondergrond, staande voor een rode achtergrond. De ondergrond wordt niet vermeld in de beschrijving. Het paard staat niet stil, maar is in draf en gaat naar rechts, voor de kijker links. Het wapen is niet gekroond en heeft evenmin een of meer schildhouders.

## Verwante wapens

Deutz van Assendelft
Dirk van Assendelft
Cornelis van Assendelft
Gerrit van Assendelft
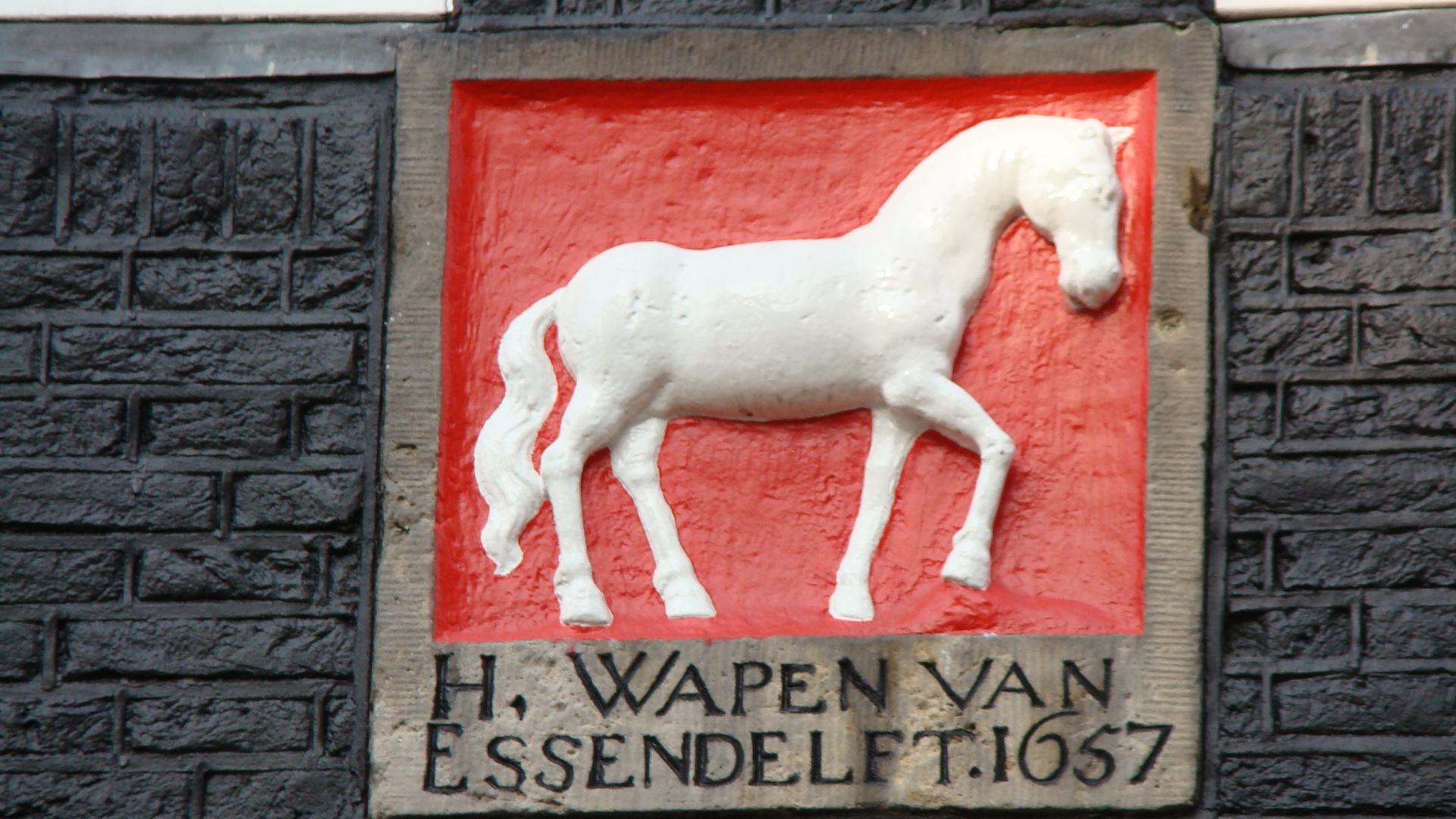
Gevelsteen in Amsterdam

Abbekerk
· Akersloot
· Andijk
· Ankeveen
· Anna Paulowna
· Assendelft
· Avenhorn
· Barsingerhorn
· Beemster
· Beets
· Bennebroek
· Berkenrode
· Berkhout
· Bijlmermeer
· Blokker
· Bovenkarspel
· Broek in Waterland
· Broek op Langedijk
· Buiksloot
· Bussum
· Callantsoog
· De Rijp
· Egmond
· Egmond aan Zee
· Egmond-Binnen
· Graft
·  Graft-De Rijp
· 's-Graveland
· Groet
· Grootebroek
· Grosthuizen
· Haarlemmerliede
· Haarlemmerliede en Spaarnwoude
· Harenkarspel
· Heerhugowaard
· Hensbroek
· Hoogkarspel
· Hoogwoud
· Ilpendam
· Jisp
· Kalslagen
· Katwoude
· Koedijk
· Koog aan de Zaan
· Kortenhoef
· Krommenie
· Kwadijk
· Langedijk
· Leimuiden
· Limmen
· Marken
· Middelie
· Midwoud
· Monnickendam
· Muiden
· Naarden
· Nederhorst den Berg
· Nibbixwoud
· Niedorp
· Nieuwe Niedorp
· Nieuwendam
· Nieuwer-Amstel
· Noord-Scharwoude
· Noorder-Koggenland
· Obdam
· Oosthuizen
· Opperdoes
· Oterleek
· Oude Niedorp
· Oudendijk
· Oudkarspel
· Oudorp
· Petten
· Ransdorp
· Schardam
· Scharwoude
· Schellingwoude
· Schellinkhout
· Schermer
· Schermerhorn
· Schoorl
· Schoten
· Sijbekarspel
· Sint Maarten
· Sint Pancras
· Sloten
· Spaarndam
· Spaarnwoude
· Spanbroek
· Twisk
· Urk
· Ursem
· Veenhuizen
· Venhuizen
· Warder
· Warmenhuizen
· Waverveen
· Weesp
· Weesperkarspel
· Wervershoof
· Wester-Koggenland
· Westwoud
· Westzaan
· Wieringen
· Wieringermeer
· Wieringerwaard
· Wijdenes
. Wijdewormer
. Wijk aan Zee en Duin
· Wimmenum
· Winkel
· Wognum
· Wormer
· Wormerveer
· Zaandam
· Zaandijk
· Zeevang
· Zijpe
· Zuid-Scharwoude
· Zuid- en Noord-Schermer
· Zwaag

Dorpswapens:
Hauwert
· Volendam
· Zwaagdijk-West